# Dimitar Sheytanov
Dimitar Sheytanov (Sofía, 15 de marzo de 1999) es un futbolista búlgaro que juega en la demarcación de portero para el FC CSKA 1948 Sofia de la Primera Liga de Bulgaria.

## Selección nacional
Hizo su debut con la selección absoluta de Bulgaria el 6 de junio contra Chipre en un partido amistoso que finalizó con un resultado de empate a dos tras los goles de Nikolas Koutsakos y Konstantinos Laifis para Chipre, y un doblete de Aleksandar Kolev para Bulgaria.

## Clubes
| Club                 | País     | Año       | Partidos | Goles |
| -------------------- | -------- | --------- | -------- | ----- |
| CD Aves              | Portugal | 2019-2020 | 2        | 0     |
| FC Pirin Blagoevgrad | Bulgaria | 2020-2021 | 4        | 0     |
| PFC Septemvri Sofia  | Bulgaria | 2022-2025 | 119      | 0     |
| FC CSKA 1948 Sofia   | Bulgaria | 2025-     | 1        | 0     |